# Swanhilde
Swanhilde van de Hongaarse Mark (gestorven in 1120) was markgravin-gemalin van Oostenrijk.

## Levensloop
Ze was de dochter van graaf Sighard VII van de Hongaarse Mark en een zekere Philihild.
In 1072 werd Swanhilde de tweede echtgenote van markgraaf Ernst de Strijdbare van Oostenrijk. Hun huwelijk bleef echter kinderloos. 
Over het leven van Swanhilde na de dood van haar echtgenoot in 1075 is bijna niets bekend. Waarschijnlijk stierf ze rond het jaar 1120.